# کولیشووتسی
کولیشووتسی (به بلغاری: Kolishovtsi) یک منطقهٔ مسکونی در بلغارستان است که در شهرستان گابروو واقع شده‌است.